# Sixto Vizuete
Sixto Rafael Vizuete Toapanta (Guitacama, 13 de janeiro de 1961) é um treinador de futebol equatoriano.
Entrou para a história do futebol equatoriano como o primeiro treinador a dirigir a Seleção do Equador em seu primeiro título: a medalha de ouro dos Jogos Pan-americanos de 2007. Em 18 de novembro de 2007, assumiu como treinador da seleção principal do Equador e em sua primeira partida à frente de sua seleção goleou o Peru por 5 a 1. Depois retornou ao comando da seleção sub-20, e atualmente comanda o El Nacional.